# Silvina Gvirtz
Silvina Gvirtz (Buenos Aires, 18 de junio de 1963) es argentina, doctora en Educación, máster en Ciencias Sociales, licenciada en Ciencias de la Educación y profesora para la Enseñanza Primaria. Tiene 26 libros publicados y más de 40 artículos en revistas científicas con referato. Es profesora titular concursada en la Universidad Nacional de San Martín (UNSAM). Es investigadora del CONICET. 
Desde el 1 de octubre de 2021 hasta el 10 de diciembre de 2023, fue secretaria de Educación del Ministerio de Educación de la Nación. Desde diciembre de 2023 es secretaria de Políticas Educativas de La Matanza. 

## Biografía

### Trayectoria académica
Becaria de iniciación del Consejo Nacional de Investigaciones Científicas y Técnicas (CONICET), becaria de perfeccionamiento de la Universidad de Buenos Aires con sede en el Instituto de Investigaciones en Ciencias de la Educación, Facultad de Filosofía y Letras, Becaria-pasante del Georg-Eckert Institutfur Internationale Schulbuchforschung, de Alemania Federal.

Doctorado en Educación (UBA, 1996). Maestría en Ciencias Sociales (FLACSO, 1989). Estudios de grado: Licenciatura en Ciencias de la Educación (UBA, 1987). Profesorado para la Enseñanza (Escuela Nacional Normal N° 10 “Juan Bautista Alberdi”, 1984). Estudios secundarios: Colegio Nacional de Buenos Aires, 1981. 
Se desempeña como investigadora del Consejo Nacional de Investigaciones Científicas y Técnicas (CONICET) y es profesora titular en la Universidad Nacional de San Martín. Anteriormente se desempeñó como directora de la Escuela de Educación en la Universidad de San Andrés. En la misma casa de estudios, fue directora de la Maestría en Educación.
En 2003, obtuvo la Beca John Simon Guggenheim Memorial Foundation, otorgada a profesionales avanzados y altamente cualificados en todos los campos del saber.    
Ha publicado 26 libros y numerosos trabajos en revistas nacionales e internacionales. Su último artículo, recientemente publicado en la Oxford Research Encyclopedia of Education,  Oxford University Press, se denomina Revisiting Peronist Education in Argentina (1946-1955), en colaboración. En 2022, publicó el libro Redescubrir la escuela, en colaboración; en 2021, Aprender a ser Diorector/a y en 2015, Decálogo para la mejora escolar. En 2021, se reeditó su libro La Educación Ayer Hoy y Mañana, Abc Pedagogía.  
En 2020, publicó "Proposals for citizen training in Latin America: learning in action" en Smart, A. & Sinclair, M (Eds.) NISSEM Global Briefs, Volume II: Educating for the social, the emotional and the sustainale: Pedagogy pratice and materials.
Gvirtz es considerada una persona de referencia en el área de educación y como tal ha escrito varias columnas en diversos diarios y revistas argentinos, como Clarín, La Nación, Página/12, Tiempo Argentino, y en la Revista Noticias, entre otros.

### Trayectoria política
Desde diciembre de 2023 se desempeña como secretaria de Políticas Educativas de La Matanza. 
Desde octubre de 2021 hasta diciembre de 2023 se desempeñó como secretaria de Educación en el Ministerio de Educación de la Nación.
En diciembre de 2015 asumió como Secretaria de Ciencia, Tecnología y Políticas Educativas de la Municipalidad de La Matanza.
Entre 2012 y 2016 fue directora general ejecutiva del programa Conectar Igualdad, que promueve la inclusión de las nuevas tecnologías en la escuela secundaria. Durante su gestión se distribuyeron 5.320.000 computadoras en modelo uno a uno  para cada estudiante y cada docente de nivel Secundario y de Educación Especial, completando el total de la matrícula. 
El 10 de diciembre de 2011, el gobernador Daniel Scioli la designó como directora general de Cultura y Educación de la Provincia de Buenos Aires, sucediendo así a Mario Oporto. Presentó su renuncia al cargo el 8 de agosto de 2012.

## Premios y distinciones
- Fellowship de la John Simon Guggenheim Memorial Foundation, 2003.
- Mención especial del “Premio Isay Klasse” de la Fundación El Libro al libro “Imágenes de Nuestra Escuela Argentina. 1900-1960”.
- Premio a la Excelencia Educativa de la Asociación de Entidades Educativas Privadas Argentinas – ADEEPRA, 2006.
- Premio Vigésimo Aniversario Academia Nacional de Educación por el trabajo presentado “De la tragedia a la esperanza. Hacia un sistema educativo justo, democrático y de calidad” sobre el tema ¿Cómo revertir la crisis educativa Argentina?, 2004.
- Mención de Honor de la Fundación el Libro por “El a, b, c de la tarea docente: curriculum y enseñanza” en la categoría de obras teóricas, abril de 1999.
- Premio a la producción científica y tecnológica de la Universidad Nacional de Buenos Aires, 1995.
- Diploma de honor de la Universidad Nacional de Buenos Aires, 1987.